# Rosochackie
Rosochackie (niem. Albrechtsfelde) – wieś w Polsce położona w województwie warmińsko-mazurskim, w powiecie oleckim, w gminie Olecko.
W latach 1975–1998 miejscowość administracyjnie należała do województwa suwalskiego.

## Nazwa
Nazwa miejscowości wzięła się od nazwiska zasadźcy (z drugiej lokacji wsi). Niemiecka nazwa to Rosochatzken, którą w 1927 roku zmieniono na Albrechtsfelde.
9 grudnia 1947 r. ustalono urzędową polską nazwę miejscowości – Rosochackie, określając drugi przypadek jako Rosochackich, a przymiotnik – rosochacki.

## Historia
Wieś lokowana na prawie magdeburskim w 1475 roku przez komtura pokarmińskiego, który nadał 15 włók Maciejowi, Jakubowi i Hankowi. Widocznie lokacja ta nie udała się, bowiem w 1562 roku starosta książęcy, Wawrzyniec von Halle, sprzedał Wojtkowi Rosochackiemu z Czapel trzy włóki boru na sołectwo (po 60 grzywien za włókę), by w tym samym miejscu, między Kukowem, Dobkami, Jaśkami i Oleckiem, założył wieś czynszową na 30 włókach na prawie chełmińskim.
W 1600 roku w Rosochackich mieszkali sami Polacy. Szkoła powstała w miejscowości 1830 roku. W roku 1935 zatrudniała ona jednego nauczyciela, uczniów zaś miała w klasach od pierwszej do czwartej 42, a od piątej do ósmej – 18. W 1939 roku Rosochackie miały 261 mieszkańców.